# Гірськолижний спорт на зимових Азійських іграх 1986
Змагання з гірськолижного спорту на зимових Азійських Іграх 1986 проводилися в Саппоро (Японія) з 4 по 6 березня. Було розіграно 4 комплекти нагород.

## Медалісти
Чоловіки
| Дисципліна         | Золото              | Срібло                     | Бронза                     |
| ------------------ | ------------------- | -------------------------- | -------------------------- |
| Слалом             | Наоміне Івая Японія | Пак Че Хьок Південна Корея | Рі Чон Су Північна Корея   |
| Гігантський слалом | Тецуя Окабе Японія  | Чіакі Ішіока Японія        | Пак Че Хьок Південна Корея |

Жінки
| Дисципліна         | Золото             | Срібло               | Бронза            |
| ------------------ | ------------------ | -------------------- | ----------------- |
| Слалом             | Сачіє Сато Японія  | Вака Окадзакі Японія | Дзін Сюєфей Китай |
| Гігантський слалом | Хамурі Дзін Японія | Сачіє Сато Японія    | Дзін Сюєфей Китай |

## Таблиця медалей
| Місце                      | Країна         | Золото | Срібло | Бронза | Загалом |
| -------------------------- | -------------- | ------ | ------ | ------ | ------- |
| 1                          | Японія         | 4      | 3      | 0      | 7       |
| 2                          | Південна Корея | 0      | 1      | 1      | 2       |
| 3                          | Китай          | 0      | 0      | 2      | 2       |
| 4                          | Північна Корея | 0      | 0      | 1      | 1       |
| Разом                      | Разом          | 4      | 4      | 4      | 12      |
| Примітка: приймаюча країна |                |        |        |        |         |

## Результати

### Чоловіки

#### Слалом
5 березня
| Місце | Атлет                      | Час     |
| ----- | -------------------------- | ------- |
| 1     | Наоміне Івая Японія        | 1:33.46 |
| 2     | Пак Че Хьок Південна Корея | 1:42.09 |
| 3     | Рі Чон Су Північна Корея   | 1:47.55 |

#### Гігантський слалом
4 березня
| Місце | Атлет                      | Час     |
| ----- | -------------------------- | ------- |
| 1     | Тецуя Окабе Японія         | 2:12.32 |
| 2     | Чіакі Ішіока Японія        | 2:12.86 |
| 3     | Наоміне Івая Японія        | 2:15.59 |
| 3     | Пак Че Хьок Південна Корея | 2:20.01 |

### Жінки

#### Слалом
6 березня
| Місце | Атлет                | Час     |
| ----- | -------------------- | ------- |
| 1     | Сачіє Сато Японія    | 1:30.20 |
| 2     | Вака Окадзакі Японія | 1:34.21 |
| 3     | Дзін Сюєфей Китай    | 1:38.77 |

#### Гігантський слалом
6 березня
| Місце | Атлет                 | Час     |
| ----- | --------------------- | ------- |
| 1     | Хамурі Дзін Японія    | 2:15.64 |
| 2     | Сачіє Сато Японія     | 2:17.20 |
| 3     | Сачіко Ямамото Японія | 2:20.42 |
| 3     | Дзін Сюєфей Китай     | 2:24.14 |